# Horace McCoy
Horace McCoy (Pegram, Tennessee, 14 de abril de 1897 – Hollywood, 16 de dezembro de 1955) foi um escritor e roteirista dos Estados Unidos. 

## Biografia
Escritor e roteirista americano que percorreu uma vida atuando em diversos trabalhos até fixar-se como autor de roteiros em Hollywood e adaptações de romances para o cinema. Apesar de não ter produzido um vasto número de obras literárias, ganhou destaque como roteirista de filmes em Hollywood.
Antes de estabelecer-se como escritor, McCoy, ainda aos 12 anos de idade, começou a trabalhar como vendedor de jornais. Mais tarde, tornou-se caixeiro viajante, percorrendo o território americano, depois como motorista de táxi nas cidades de Nova Orleans e Dallas. McCoy também passou um período na França ao combater na Primeira Guerra Mundial (1914-1918) por 18 meses. 
Já na década de 1920 trabalhou num jornal em Dallas, onde era encarregado de reportagens sobre esporte. Voltando a viajar a Paris, conheceu F. Scott Fitzgerald e outros escritores expatriados. Começou a escrever pequenas histórias influenciado por esses novos contatos, o que chamou a atenção da crítica e do público após tê-las publicado em revistas da época. 
Ao voltar aos Estados Unidos, McCoy ajudou a fundar o Teatro Experimental de Dallas (Little Theater, que seria considerado um célebre local, sob a direção de Oliver Hinsdell. Em 1931, quando McCoy já não se relacionava muito bem com o mundo das produções (apesar de não ter tido qualquer tipo de atrito com Hinsdell), deixou Dallas e foi morar em Hollywood, onde viveu e trabalhou até o fim da vida.
Um dos filmes produzidos a partir de romances de Horace McCoy é A noite dos desesperados (1969), originado de Mas não se mata cavalos?. Esse filme foi dirigido por Sydney Pollack e estrelado por Jane Fonda, no papel da amarga Glória Beatty.

## Obras

### Romances
- Mas não se matam cavalos?, também conhecido como Os Cavalos Também se Abatem - no original They shoot horses, don't they? (1935)
- O Pão da Mentira, também conhecido como Mortalha não tem bolso – no original No Pockets in a shroud, (1937)
- Eu podia ter ficado em casa – no original I should have stayed at home (1938)
- Kiss tomorrow goodbye (1948)
- O Bisturi – no original Scapel (1952)
- Corruption City (1952)

### Roteiros
- Postal Inspector (1936)
- The Trail of the Lonesome Pine (1936), dir. por Henry Hathaway.
- Parole! (1936)
- Dangerous to Know (1938), escrito com William R. Lipman, baseado na peça On the Spot, de Edgar Wallace.
- Hunted Men (1938)
- King of the Newsboys (1938)
- I Should Have Stayed Home (1938)
- Persons in Hiding (1939)
- Parole Fixer (1939)
- Television Spy (1939)
- Island of Lost Men (1939)
- Undercover Doctor (1939)
- Women Without Names (1940)
- Texas Rangers Ride Again (1940)
- Queen of the Mob (1940), dir. por James Hogan
- Wild Geese Calling (1941)
- Texas (1941)
- Valley of the Sun (1942)
- Gentleman Jim (1942), dir. pr Raoul Walsh
- You're Telling Me (1942)
- Flight for Freedom (1943)
- Appointment in Berlin (1943)
- There's Something about a Soldier (1943)
- The Fabulous Texan, Montana Belle (1949)
- The Fireball (1950)
- Bronco Buster (1952)
- The Lusty Men (1952), dir. por [Nicholas Ray]
- The World in His Arms (1952)
- The Turning Point (1952), dir. por William Dieterle
- Bad for Each Other, (1954) escrito com Irving Wallace
- Dangerous Mission, (1954)
- Rage at Dawn (1955)
- The Road to Denver (1955)
- Texas Lady (1955)